# Sausseuzemare-en-Caux
Sausseuzemare-en-Caux és un municipi francès situat al departament del Sena Marítim i a la regió de Normandia. L'any 2007 tenia 403 habitants.

## Demografia

### Població
El 2007 la població de fet de Sausseuzemare-en-Caux era de 403 persones. Hi havia 154 famílies de les quals 32 eren unipersonals (12 homes vivint sols i 20 dones vivint soles), 43 parelles sense fills, 63 parelles amb fills i 16 famílies monoparentals amb fills.
La població ha evolucionat segons el següent gràfic:
Habitants censats

### Habitatges
El 2007 hi havia 174 habitatges, 153 eren l'habitatge principal de la família, 18 eren segones residències i 3 estaven desocupats. Tots els 166 habitatges eren cases. Dels 153 habitatges principals, 142 estaven ocupats pels seus propietaris i 11 estaven llogats i ocupats pels llogaters; 2 tenien una cambra, 3 en tenien dues, 17 en tenien tres, 37 en tenien quatre i 94 en tenien cinc o més. 124 habitatges disposaven pel capbaix d'una plaça de pàrquing. A 50 habitatges hi havia un automòbil i a 93 n'hi havia dos o més.

### Piràmide de població
La piràmide de població per edats i sexe el 2009 era:
| Homes | Edats   | Dones |
| ----- | ------- | ----- |
| 0     | 95 o +  | 0     |
| 0     | 90 a 94 | 0     |
| 0     | 85 a 89 | 0     |
| 4     | 80 a 84 | 8     |
| 4     | 75 a 79 | 4     |
| 0     | 70 a 74 | 0     |
| 12    | 65 a 69 | 0     |
| 8     | 60 a 64 | 12    |
| 0     | 55 a 59 | 0     |
| 28    | 50 a 54 | 24    |
| 12    | 45 a 49 | 20    |
| 12    | 40 a 44 | 4     |
| 16    | 35 a 39 | 20    |
| 20    | 30 a 34 | 16    |
| 4     | 25 a 29 | 12    |
| 8     | 20 a 24 | 4     |
| 24    | 15 a 19 | 12    |
| 24    | 10 a 14 | 12    |
| 8     | 5 a 9   | 8     |
| 8     | 0 a 4   | 16    |

## Economia
El 2007 la població en edat de treballar era de 261 persones, 191 eren actives i 70 eren inactives. De les 191 persones actives 180 estaven ocupades (105 homes i 75 dones) i 11 estaven aturades (3 homes i 8 dones). De les 70 persones inactives 37 estaven jubilades, 17 estaven estudiant i 16 estaven classificades com a «altres inactius».

### Ingressos
El 2009 a Sausseuzemare-en-Caux hi havia 154 unitats fiscals que integraven 418,5 persones, la mediana anual d'ingressos fiscals per persona era de 19.104 €.

### Activitats econòmiques
Dels 2 establiments que hi havia el 2007, 1 era d'una empresa de comerç i reparació d'automòbils i 1 d'una empresa classificada com a «altres activitats de serveis».
L'únic servei als particulars que hi havia el 2009 era un taller de reparació d'automòbils i de material agrícola.
L'any 2000 a Sausseuzemare-en-Caux hi havia 5 explotacions agrícoles.

## Equipaments sanitaris i escolars
El 2009 hi havia una escola elemental.

## Poblacions més properes
El següent diagrama mostra les poblacions més properes.